# Nizar ibne Maade
Nizar ibne Maade ibne Adenã (em árabe: نزار بن معد بن عدنان‎; romaniz.: Nizar ibn Ma'ad ibn Adnan) é o suposto ancestral comum da maioria das tribos árabes setentrionais (os adenanitas). Como resultado, o termo Nizar, ou nizarida, tem sido usado como um nome vagamente definido para um grupo de tribos, geralmente contendo as tribos rebiaítas e modaritas, mas ocasionalmente sendo estendido para incluir outras.

## Ancestral mitológico
Quase nada é dito do próprio Nizar em fontes genealógicas árabes. Seu pai é Maade ibne Adenã, enquanto sua mãe, Muana binte Jala, é oriunda da tribo pré-árabe dos gorramitas. Mais notáveis são seus quatro filhos e progenitores de grandes grupos tribais: Rebia, Modar, Anemar e Iade.

## Rótulo tribal
O nome Nizar raramente é atestado no período pré-islâmico. Somente após a Batalha de Marje Raite, em 684, que cimentou a rivalidade entre as tribos árabes do "sul" e "norte", é que o termo Nizar (Banu Nizar ou nizaridas) aparece com frequência, sendo usado como marcador étnico e político, contrastando com as tribos do sul do Iêmem (iemenitas) ou catanitas (Banu Catã). O termo ibna Nizar (literalmente, os dois filhos de Nizar) foi aplicado aos dois grandes grupos tribais "do norte", dos rebiaítas e modaritas, que antes eram considerados não relacionados. As tribos que reivindicavam descendência de Iade ou Anemar, que em algumas fontes eram tidos como filhos de Maade, raramente eram entendidas como parte dos nizaridas. O termo permaneceu vago e maleável, porém: foram feitas tentativas de reclassificar os calbitas, de início de origem "sulista", como descendentes de Nizar, uma vez que estavam entre os mais importantes apoiadores da dinastia omíada "nizarida". Como escreve o linguista e historiador Giorgio Levi Della Vida, "é evidente que não podemos falar de Nizar como uma tribo que tinha uma existência histórica real nem, como é o caso de Maade, como um termo abrangente que indica um agrupamento eficaz juntos de várias tribos de diferentes origens. Nizar é simplesmente uma invenção fictícia, um rótulo destinado a servir a interesses políticos ".